# Taiwanomyia cotabatoensis
Taiwanomyia cotabatoensis är en tvåvingeart som först beskrevs av Alexander 1934.  Taiwanomyia cotabatoensis ingår i släktet Taiwanomyia och familjen småharkrankar. Inga underarter finns listade i Catalogue of Life.